# Santa Ana Nopalucan
Santa Ana Nopalucan es una localidad del estado mexicano de Tlaxcala. Es cabecera del municipio de Santa Ana Nopalucan.

## Demografía
| Censo | Población |
| ----- | --------- |
| 1995  | 5254      |
| 2000  | 5752      |
| 2005  | 6067      |
| 2010  | 6848      |
| 2020  | 7951      |